# ژردن باردلا
ژُردَن باردِلا (به فرانسوی Jordan Bardella; فرانسوی: [ʒɔʁdan baʁdɛla] ; متولد ۱۳ سپتامبر ۱۹۹۵) سیاستمدار فرانسوی است که از سال ۲۰۲۲ رئیس اجتماع ملی (RN) بوده است، قبلاً از سپتامبر ۲۰۲۱ تا نوامبر ۲۰۲۲ به عنوان رئیس موقت و از سال ۲۰۱۹ تا ۲۰۲۲ معاون رئیس بوده است. باردلا همچنین از سال ۲۰۱۹ به عنوان عضو پارلمان اروپا (MEP) فعالیت کرده است، زمانی که او کاندیدای اصلی این حزب در انتخابات پارلمان اروپا بود و از سال ۲۰۱۵ عضو شورای منطقه ای ایل دوفرانس بوده است.
باردلا قبل از اینکه رئیس موقت RN شود، از سال ۲۰۱۹ تا ۲۰۲۱ معاون رئیس و از سال ۲۰۱۷ تا ۲۰۱۹ سخنگوی حزب بود. از سال ۲۰۱۸ تا ۲۰۲۱، او همچنین رئیس شاخه جوانان آن، Génération Nation (GN) بود که بعدها به Rassemblement National de la Jeunesse (RNJ) تغییر نام داد.